# Ikem Ekwonu
Ikemefuna „Ikem“ Ekwonu (geboren am 31. Oktober 2000 in Charlotte, North Carolina) ist ein US-amerikanischer American-Football-Spieler auf der Position des Offensive Tackles. Er spielte College Football für die NC State Wolfpack in der NCAA Division I Football Bowl Subdivision. Im NFL Draft 2022 wurde er in der ersten Runde von den Carolina Panthers ausgewählt.

## Frühe Jahre
Ekwonu wuchs in Charlotte, North Carolina auf und besuchte dort die Providence Day School. Nach der Highschool entschied er sich, College Football für die NC State Wolfpack der North Carolina State University zu spielen, obwohl er auch Angebote von Georgia Tech, Maryland, North Carolina, Tennessee, Virginia und West Virginia erhielt.

## College
2019 ging er als Backup in die Saison, aufgrund von Verletzungen anderer Spieler startete er die letzten sieben Spiele der Saison auf Left Tackle. In der folgenden Saison sollte er eigentlich auf der Position des Left Guards bestreiten, jedoch wurde er während der Saison wieder auf Left Tackle eingesetzt. Für seine Leistungen wurde er nach der Saison in das Third-Team All-ACC gewählt. 2021 wurde er wieder auf Left Tackle aufgestellt und konnte mit sehr guten Leistungen überzeugen. So wurde er als Unanimous All-American ausgezeichnet und in das First-Team All-ACC gewählt. Am 2. Januar 2022 meldete er sich für den NFL Draft 2022 an und verzichtete auf seine verbleibende Spielberechtigung am College.